# Tilskueren
Tilskuer(en) er et tidsskriftsnavn.
Med dette navn har i løbet af de tre sidste århundreder en mængde tidsskrifter set lyset, med Addisons The Spectator som forbillede. Det første tidsskrift af dette navn var i Danmark Den politiske Tilskuer, udgivet 1745 af Jørgen Riis. Langt vigtigere er imidlertid J.S. Sneedorfs Patriotiske Tilskuer i otte bind (1761—63). Den næste Tilskueren af betydning var Rahbeks Danske Tilskuer, der udkom i to serier (1791—1808 og 1815—22). Fra den senere tid må endelig nævnes "Tilskueren" (siden 1884) under vekslende redaktioner af Niels Neergaard, Martinus Galschiøt, Valdemar Vedel og Poul Levin.
Spectator bladene blev snart kendte også i Danmark. Ludvig Holberg nævner dem i sine epistler, som blandt andet er inspireret i deres essaystil af det engelske Spectator. Udvalgte numre af tidsskriftet udkom i dansk oversættelse i 1742-43, som var foretaget af landsdommeren og forfatteren Peder Kraft. Det engelske blad blev så populært at der fremkom en hel Spectator-litteratur der både i form af tidsskrifter men også hele romaner prøvede at eftergøre Addisons og Steeles klassiske opskrift.
Allerede 2 år før, i 1740 var den svenske forfatter Olof von Dalins vellykkede Den svenske Argus oversat til dansk. Det synes at dette har fået mange danskere til at prøve at skabe en dansk udgave, for fra 1740'erne og frem til 1770'erne udkommer en mængde danske efterligninger, de fleste udkommer dog sjældent mere end en til to årgange. Af listen over disse mange efterligninger kan nævnes Dend forkeerte Mercurius (1726), Den danske Spectator (et stærkt samfundskritisk og satirisk tidsskrift udgivet af Jørgen Riis) (1744-1745), La Spectatrice danoise (1748-1750) og Spionen (1758). Selv digteren Johannes Ewald prøvede kræfter med genren i form af det tidsskrift som han skrev i 1773 kaldet De Fremmede. Det blev dog aldrig trykt i hans levetid, og udkom først i F.L. Liebenbergs udgave af Ewalds Samlede Værker fra 1850'erne.
Den første rigtige succesfulde Spectator imitator er imidlertid Jens Schielderup Sneedorffs tidsskrift Den patriotiske Tilskuer der udkom i 1761 – 1764 og i stil med det engelske forbillede havde forskellige faste fiktive figurer fra landet og byen.  Disse sendte moraliserende korrespondance til bladet over forskellige emner. Sneedorffs stil var dog langt mere klodset end det elegante engelske forbillede, og figurerne aldrig rigtigt gennemførte. I 1791 begyndte Knud Lyne Rahbek Den danske Tilskuer som også havde breve fra forskellige fiktive personer. Rahbek nævner selv forbillederne Addison, Steele og Sneedorff i fortalen der kom i første nummer af bladet (wikisource.org mandag den 3. januar 1791), og i sine erindringer fortæller han hvordan hans tidligste læsning i sin faders bibliotek bl.a. bestod af den danske oversættelse af den engelske Spectator. Rahbeks blad udkom lige til 1806, hvor tidens smag efterhånden var ændret så meget at Spectator litteraturen ikke blev brugt som direkte litterært forbillede mere.
Af norske publikationer med dette navn bør frem for alt nævnes det af Jonas Rein, Christian Magnus Falsen og Herman Foss udgivne oppositionelle ugeblad Den norske Tilskuer (Bergen 1817—21). Præsten Hans Strøm udgav Tilskueren paa Landet (1—2. København 1775—76) og Ludvig Kristensen Daa Den norske Tilskuer (Kristiania 1851—53).